# الخطوط الجوية العربية المتحدة الرحلة 749
رحلة الخطوط الجوية العربية المتحدة رقم 749 كانت رحلة ركاب دولية مجدولة في 18 مارس 1966، تحطمت أثناء محاولة الهبوط في القاهرة، مصر. قُتل جميع الركاب وأفراد الطاقم البالغ عددهم ثلاثين شخصًا.

## تفاصيل الحادث
أقلعت رحلة رقم 749 من مطار نيقوسيا متجهة إلى مطار القاهرة الدولي. في أثناء الرحلة، واجهت الطائرة طقسًا سيئًا، وكانت الظروف في القاهرة صعبة بسبب وجود عواصف رملية. تواصل طاقم الرحلة مع مركز عمليات شركة ميرسير لمناقشة خيارات تحويل المسار. كما أبلغ الطاقم أنهم يطيرون خلال عواصف رعدية مع ظروف تجمد، وأن اثنين من أجهزة الارتفاع (الألتي متر) للطائرة كانت تعطي قراءات مختلفة، وأن البوصلة المغناطيسية كانت غير صالحة للعمل، كما ظهرت شقوق في زجاج قمرة القيادة بسبب العواصف الرعدية. بعد مناقشة التحويل، واصلت الرحلة التوجه إلى القاهرة. وأُعطيت الرحلة إذنًا بالاقتراب من المدرج 23، لكنها تحطمت على بعد حوالي 5 كيلومترات منه. لقي جميع من كانوا على متن الرحلة حتفهم في الحادث.
بعد التحطم، أعاقت العواصف الرملية عمليات الإنقاذ، حيث كانت الرؤية شبه معدومة، وتعثرت مركبات الإنقاذ في الرمال المتحركة.

## التحقيق في الحادث
حدد محققو الحادث أن “الحادث نجم عن هبوط الطائرة إلى مستوى أدنى من ارتفاع الطيران الآمن أثناء الاقتراب النهائي، وتصادم الجناح الأيسر مع الكثبان الرملية الواقعة شمال شرق المطار. ونتيجة لذلك فقد الطيار السيطرة على الطائرة وارتطمت بالأرض. ومن المحتمل أن سبب هبوط الطائرة دون المستوى الآمن كان نتيجة التحول من الطيران بناءً على أدوات الطيران (IFR) إلى الطيران بناءً على الرؤية (VFR)، مع الأخذ بعين الاعتبار أن الطيار كان يحتاج إلى وقت كافٍ للتكيف مع هذا التغيير في ظروف الطقس السائدة.